# Schwäbische Türkei

Lage der Schwäbischen Türkei in heutiger Zeit (Nr. 2)

Die Schwäbische Türkei ist die größte deutsche Sprachinsel im heutigen Ungarn. Sie liegt in Transdanubien und umfasst den südlichen Teil der Donau-Drau-Platte in den Komitaten Tolna (Tolnau), Baranya (Branau) und Somogy (Schomodei). 

## Geschichte
Nach der von den Türken geprägten osmanischen Herrschaft des 16. und 17. Jahrhunderts wurde das Gebiet neben slowakischen, kroatischen und serbischen Kolonisten sowie Pfälzern, Mainfranken, Hessen, Westerwäldern, Fuldaern, Ostfranken und Baiern auch von Schwaben besiedelt. So entstand der Name Schwäbische Türkei.
Die Kultur der deutschen Volksgruppe in der Region wurde mit ihrer musikalischen Tradition ab 1930 u. a. von Karl Horak erfasst, während Rudolf Hartmann sich den Volksschauspieltraditionen widmete.